# فخ بينينج

مخطط لفخ يحوي جزيء بشحنة موجبة (باللون الأحمر). أنقر لكي ترى المجالات المغناطيسية B (أحمر) والمجالات الكهربائية E (أزرق).

فخ بينينج (Penning trap) هو جهاز لحفظ الجسيمات المشحونة عن طريق مجال مغناطيسي متناسق وثابت ومجال مغناطيسي ثابت وغير متجانس (مكانيا)، بحيث تنحصر الجسيمات في وسط المصيدة أو الفخ.
هذا النوع من الفخاخ صمم خصيصا لقياس خصائص الأيونات واستقرار الجسيمات دون الذرية (subatomic particles) التي تحتوي على شحنة. حديثا، استخدمت هذه الفخاخ للفهم الفيزيائي للحسابات الكمومية ومعالجة هذه الحسابات أيضا.
استخدمت هذه الفخاخ في عدة مختبرات عالمية، مثل مختبر سيرن الأوروبي لتخزين مضاد البروتون (antiprotons).